# Santa Gema FC
Santa Gema FC – panamski klub piłkarski z siedzibą w mieście Arraiján, w prowincji Panama, działający w latach 1983–2019. Domowe mecze rozgrywał na obiekcie Estadio Agustín „Muquita” Sánchez.

## Osiągnięcia
- 2017 zwyciąstwo w Copa Panamá

## Historia
Klub został założony w marcu 1983 z inicjatywy Pedro Sáncheza, nazwany został na cześć włoskiej świętej katolickiej Gemmy Galgani. Przez kolejne blisko trzydzieści lat występował w rozgrywkach regionalnych i w trzeciej lidze panamskiej. W 2011 roku po raz pierwszy w historii awansował do drugiej ligi, gdzie spędził kolejne pięć lat. W tamtym okresie był administrowany przez Pedro Sáncheza Moró – burmistrza (alcalde) miasta Arraiján. W 2016 roku klub wywalczył pierwszy, historyczny awans do najwyższej klasy rozgrywkowej, po pokonaniu w finale drugiej ligi po serii rzutów karnych Atlético Veragüense (0:0, 3:0 k).
W Liga Panameña klub zadebiutował 15 lipca 2016, remisując z Atlético Nacional (1:1) po golu Jaira Catuy. Już w 2017 roku zdobył natomiast puchar Panamy, pokonując w finale drugoligowy Centenario (2:1). Ogółem w najwyższej klasie rozgrywkowej występował w latach 2016–2019.
W kwietniu 2019 klub ze względu na zaległości płacowe wobec piłkarzy został tymczasowo zawieszony przez Panamski Związek Piłki Nożnej we wszystkich rozgrywkach. W maju 2019 klubowi odebrano licencję z powodu problemów finansowych i zakończył on tym samym swoją działalność.